# 新兴技术
新兴技术（Emerging technologies）是一些普遍認為可以改變現狀的技術，新兴技术多半是新的技術，不過也有一些較早期出現，但仍有爭議的技術，或是有潛力，但目前相對發展不多的技術，例如在1989年及1990年就出現的胚胎植入前遺傳篩選及基因治療。
新兴技术的特點是其激進的新穎性、相對成長較快、連貫性、顯著影響、不確定及模糊。換句話說，新兴技术可以定義為：「具有激進新穎性、相對成長較快的技術，特點是其隨著時間推移，有一定程度的相關性，而且有潛力可以對社會經濟領域帶來相當的衝擊，其衝擊可以用行動者、組織的組成以及彼此互動的模式、以及其中相關的知識產生過程來觀察。不過其最顯著的影響是在未來，因此在這些技術剛剛浮現的階段時，仍然有一些不確定及模糊。」
新兴技术包括了許多的技術，包括教育技术学、信息技术、纳米技术、生物技术、认知科学、心理技術、机器人学及人工智能。
新的技術領域可能會因為有類似目標的不同系統技术融合後來產生。融合會讓一些以往獨立的技術整合在一起，因此可以共享資源，也可以彼此有互動，產生新的技術，例如聲音（及電話功能）、資料（及生產力軟體）及影像的整合一樣。
新兴技术是那些有比較利益領域內，逐步發展的技術創新。技术融合也表示以往獨立的各領域彼此之間會有更強的互動，也有相似的目標。不過有關新兴技术及技术融合的影響程度、現狀以及經濟可行性，也還有不同的意見。

## 新兴技术的歷史
以技术史的角度來看，新兴技术是在當代許多技術領域的進步及創新。
隨著時代的演進，發展了許多先進的方法以及新技術。其中有些新兴技术是因為理論研究而產生，有些則是因為企業的研究開發。
技術成長包括漸進發展以及破壞性技術。前者的例子是DVD的出現，DVD像是以往光碟的進階版，以其光學技術為基礎，發展上也追隨以往光碟發展的軌跡。而破壞性技術是指新技術不但取代了舊技術，而且其發展或技術和舊技術差異很大，讓舊方法顯得不再適用，例如汽車及其他車輛取代馬車即為一例。

## 新兴技术的爭議
許多作家包括電腦科學家比尔·乔伊列出了一些他們認為對人類未來有關鍵影響的技術。乔伊警告技術可能會被精英份子用在好事上，也有可能用在惡事。精英份子可以利用科技，成為其他人的「好牧人」，也可能決定其他人是多餘不需要的，因此利用技術大幅滅絕已不需要的人。
技术革新優點的倡議者多半會認為新兴技术及技术融合可以為人類改善現狀提供了希望。網路哲學家亞歷山大·巴德及Jan Söderqvist在《Futurica Trilogy》中提到在人類歷史中，人本身的變化不大（遗传学的變化很慢），所有相關的變化是技術創新的直接結果或是間接結果（模因学變化很快），新的概念都是來自技術的應用，而不是其他的原因。人可以視為是歷史上的主要常數，而技術是主要變數。不過有些技術變化風險的評論者，甚至像超人类主义哲學家尼克·博斯特罗姆等倡議者，曾警告有些技術可能會帶來危險，也許會讓人類滅絕，也有一些可能會造成全球災難危機。
許多倫理議題著重在技術帶來好處如何分配的分配正義。像環境倫理學家比尔·麦克基本反對繼續發展新兴技术，部份原因是因為其好處會以不公平的方式分配，因此會進一步惡化貧富差距。相反的发明家雷蒙德·库茨魏尔是技術烏托邦主義者，認為新兴技术及技术融合會除消除稀缺，並且消除痛苦。
馬丁·福特（Martin Ford）是《The Lights in the Tunnel: Automation, Accelerating Technology and the Economy of the Future》作者，也是分析家，他認為隨著資訊科技的進步，機器及軟體可慢慢趕上人類處理大部份日常工作的能力，甚至超過人類，因此機器人或是其他自動化設備最終會造成大量的失業。

隨著機械人及人工智慧繼續的進步，即使是需要技術的人工工作也可能受到威脅。像是機器學習之類的技術最終可能會讓電腦可以作許多需受到相當教育才能進行的知識性工作。因此會造成各種技術水平工作者的大幅失業，大部份工作者的薪資停滯甚至下降，讓收入及財富更進一步的集中到資本所有者的手中。這反過來會造成消費以及經濟成長的下降，因為大部份的人沒有足夠的可分配收入來購買經濟體所產出的商品及服務。